# Pleasantdale n.º 398
Pleasantdale n.º 398 es un municipio rural canadiense situado en la provincia de Saskatchewan.

## Superficie
Pleasantdale n.º 398 tiene una superficie de 755,6 km².

## Demografía
En 2021, tenía 599 habitantes, una densidad poblacional de 444 hab./km², y 301 viviendas.